# Західна провінція (Соломонові Острови)
Західна провінція (англ. Western Province) — одна з провінцій (одиниця адміністративно-територіального поділу) Соломонових Островів. Включає в себе групу невеликих вулканічних островів Нью-Джорджія. Площа 475 км², населення 76 649 осіб (2009). Адміністративний центр — Гізо.